# Diskothek
Eine Diskothek (auch Discothek, kurz Disko oder Disco, in Deutschland umgangssprachlich auch Disse genannt) ist ein Gastronomiebetrieb, in dem regelmäßig, vor allem an Wochenenden, Tanzveranstaltungen stattfinden. Die Tanzmusik wird in der Regel nicht von Bands aufgeführt, sondern durch DJs (Discjockeys) von Tonträgern eingespielt. Veraltete Bezeichnungen sind Tanzlokal oder Tanzbar. Viele Diskotheken bezeichnen sich nach englischsprachigem Vorbild als Club bzw. Klub. In Discos treffen sich vor allem junge Leute zum Tanzen, aber auch zur Anbahnung und Pflege sozialer Kontakte. Hinsichtlich der Betriebszeiten gleichen Diskotheken oft einem Nachtclub.

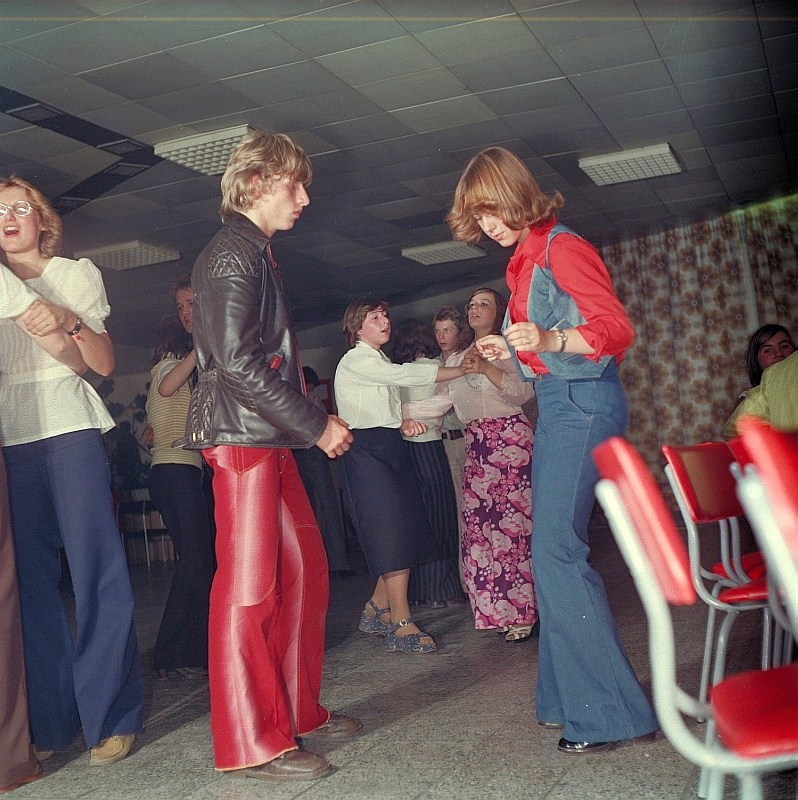
Disko-Veranstaltung in einer Betriebskantine in der DDR, 1977.

## Bezeichnung
Das Wort Diskothek (aus französisch discothèque, nach altgriechisch dískos ‚Scheibe‘ und thḗkē ‚Behältnis, Kasten, Kiste‘; Analogbildung zu Bibliothek wie auch Videothek, Audiothek, Mediathek) bezeichnete ursprünglich eine Sammlung von Tonträgern wie Schallplatten, Tonbänder, Musikkassetten oder CDs. In der Hörfunkstudiotechnik wurde der Begriff auch auf Studiopulte mit Plattenspielern übertragen, an denen der Moderator während der Sendung die Schallplatten selbst auflegen konnte.
Heute bezeichnet der Begriff Diskothek in der Regel eine feste gastronomische Einrichtung, in deren Mittelpunkt zwei Elemente stehen: das Spielen von Musik von Schallplatte oder anderen Tonträgern, und das Tanzen. Die Musik wird üblicherweise von einem Discjockey aufgelegt oder gemischt. Darüber hinaus besteht meist ein Barbetrieb.
Neben festen Disco-Lokalen wird auch eine einzelne, von Privatpersonen oder Vereinen organisierte Tanzveranstaltung, etwa in einem Mehrzweckraum oder Festzelt, gelegentlich als Disco bezeichnet (Zeltdisco, Feuerwehrdisco). Solche Veranstaltungen werden üblicherweise nur an einem Wochenende, einem Abend oder doch zumindest in großen zeitlichen Abständen durchgeführt.
Die Bezeichnung Disco bezieht sich auch auf Räume, die für eine regelmäßige oder auch nur gelegentliche Durchführung von Tanzpartys hergerichtet worden sind, aber auch für andere Zwecke verwendet werden können. Solche Discoräume findet man beispielsweise in Jugendzentren, Jugendherbergen oder in kirchlichen Gemeinderäumen.
In den meisten Sprachen trägt die Diskothek einen ähnlichen Namen wie im Deutschen, im Französischen heißt sie discothèque, im Japanischen ディスコ, disuko (das u ist fast stumm). Im Englischen spricht man jedoch vom Club oder Nightclub; dieser Begriff umfasst sowohl Diskotheken im deutschen Sinn, also Einrichtungen, in denen DJs Platten auflegen, als auch Orte mit Live-Auftritten von Bands und Sängern. Das Wort disco bezeichnet im Englischen vor allem den Musikstil Disco.
Der Fachverband Dehoga definiert Discotheken und Tanzlokale wie folgt: „Lokale mit Tanzmusik, verbunden mit Verkauf von Getränken, im allgemeinen zum Verzehr an Ort und Stelle, unter Umständen auch mit begleitendem Unterhaltungsprogramm.“

## Geschichte

### Vorläufer
Vorläufer der Discos entstanden in den 1930ern. Besonders in den USA entstanden Bars, in denen die Jukebox eine wichtige Attraktion war und die Gäste regelmäßig ganze Abende zu der Musik aus dieser durchtanzten. In Marseille entstanden zu jener Zeit Bars, die tatsächlich ähnlich wie Bibliotheken funktionierten. In der Hafenstadt am Mittelmeer ließen Seeleute ihre Lieblingsplatten in Räumlichkeiten ihrer Lieblingsbars zurück; wenn sie Landurlaub hatten, konnten sie so dann in der nämlichen Bar ihre Lieblingsmusik hören. Der erste dokumentierte Auftritt eines DJs soll 1943 in Otley, West Yorkshire, stattgefunden haben und involvierte Jimmy Savile, den späteren Moderator von Top of the Pops.

### Erste Discos in Frankreich

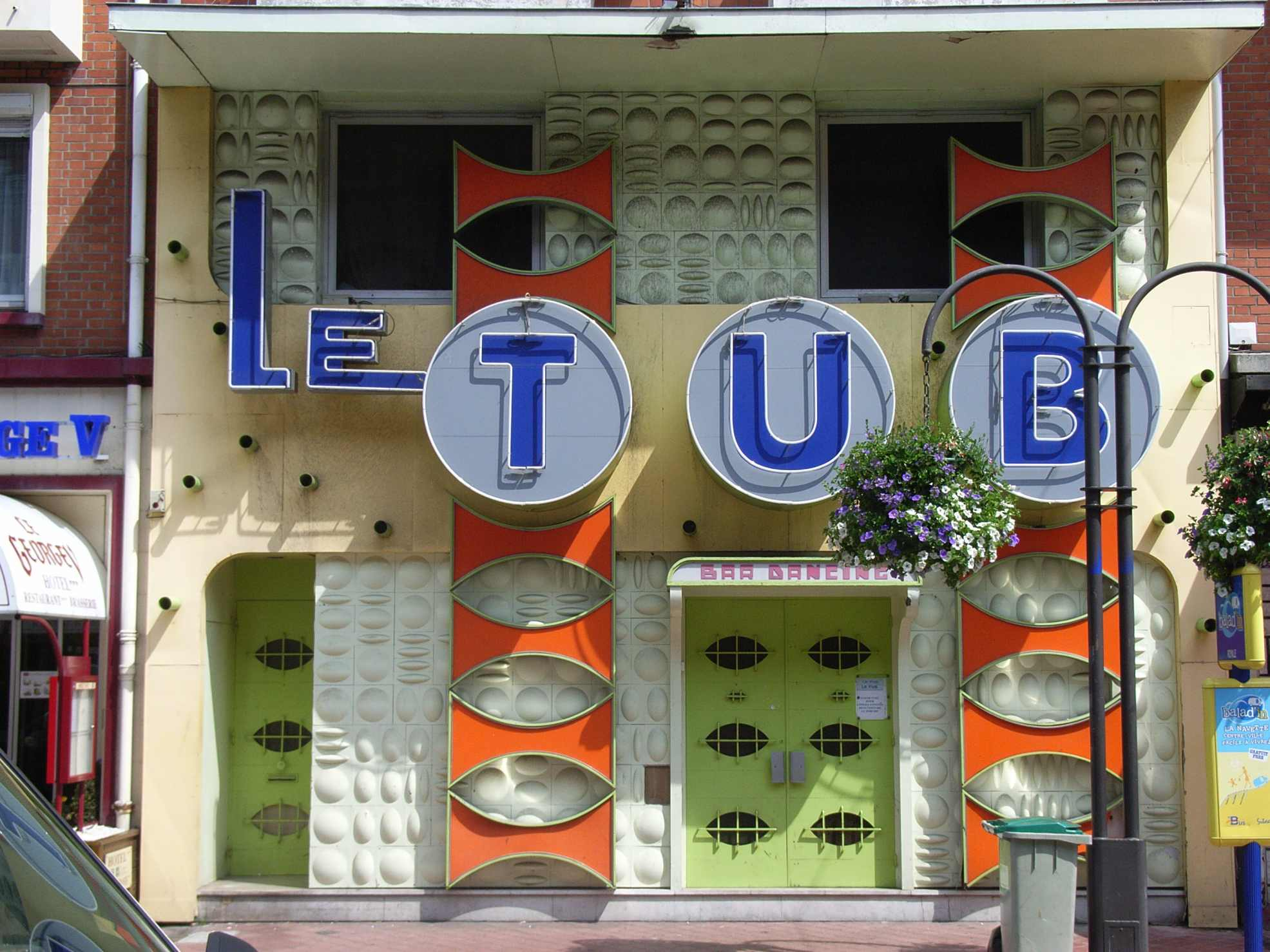
Eingang einer Diskothek in Calais

Der erste Club, der sich in Analogie zu einer Bibliothek einfach La Discothèque nannte, entstand als Bar in Paris, das während des Zweiten Weltkriegs von Juni 1940 bis August 1944 von Wehrmacht-Truppen besetzt war. Da Live-Musik unter den damaligen Umständen kaum möglich war, spielte man Jazz-Schallplatten. Eröffnet wurde die erste Disco von dem ehemaligen Jazz-Pianisten Éduard Ruault, der den Künstlernamen Eddie Barcley annahm. Er gründete mehrere Plattenfirmen und 1947 eine Jazz-Band. La Discothèque inspirierte andere Veranstalter, in Kellern und unterirdischen Bars improvisierte Soundsysteme zusammenzubasteln, über die dann die von den Besatzern ungeliebte Jazz-Musik abgespielt werden konnte.
Nach dem Krieg eröffneten in Paris weitere Clubs, die sich darauf spezialisierten, Schallplatten aufzulegen, um ihre Kunden zum Tanzen zu bringen. Die erste dieser Art von Bar war das 1947 eröffnete Whisky a GoGo von Paul Pacini. Die weitere Spezialität, damals sehr ungewöhnlich für das Weinland Frankreich, war Whisky – und die Musik, die er abspielte, war ausschließlich Jazz.
1962 öffnete das Chez Castel; dort wurden ausschließlich geladene Gäste eingelassen. Im Chez Castel begann der Abend meist mit einer Filmvorführung; dann zog man sich in die Discothèque zurück und tanzte auf dem Kupfer-Stahl-Fußboden. Der Club bediente besonders die Pariser Szene, so waren z. B. Jean-Paul Sartre, Simone de Beauvoir und andere Existentialisten häufige Gäste. Andere Pariser Discos wie Chez Régine oder New Jimmy setzten Standards, an denen sich andere europäische Metropolen orientierten.

### Die Idee internationalisiert sich
Nach Paris war London die zweite Stadt, in der sich direkt nach dem Krieg Clubs entwickelten, in denen Menschen zur Musik von Schallplatten tanzten. London hatte nach dem Krieg eine wilde, größtenteils illegale Jazz-Szene, die sich spontan in Kellern, Abbruchgebäuden und ähnlichem traf. Die ersten britischen Allnighter fanden zu dieser Zeit in Jazzclubs statt, die erste britische Drogenrazzia 1950 im Club Eleven. Nach Pariser Vorbild gingen auch diese Clubs dazu über, zumindest an einigen Abenden Musik von Schallplatten zu spielen und entsprechende Musikanlagen zu installieren.
Zusätzlicher Input kam aus der Karibik und der dortigen Partykultur. Der erste englische Star-DJ war Count Suckle, ein jamaikanischer Einwanderer. In den USA entstanden in den 1950er Jahren Platter parties oder Sock hoppers, bei denen DJs in der Öffentlichkeit Musik auflegten. Diese waren allerdings vor allem zur Promotion für Radiosendungen gedacht und orientierten sich daher in Stil und Ablauf sehr an diesen Sendungen.

### Die Disco erreicht ab 1959 die Bundesrepublik Deutschland
Am 15. Mai 1959 eröffnete im niedersächsischen Osnabrück unter dem Namen Ocambo-Club eine der ersten Diskotheken Deutschlands. Dieser Club, in dem die Musik von Plattenspielern gespielt wurde, um die Illusion zu erzeugen, als seien Tanzkapellen live auf der Bühne, war nach Aussagen seines damaligen Betreibers, nach einem Vorbild in Hannover namens Mocambo Club konzipiert. Die Existenz des Clubs ist durch eine Anzeige und einen redaktionellen Beitrag in einem Osnabrücker Veranstaltungskalender vom Mai 1959 belegt.
Eine weitere Diskothek Deutschlands entwickelte sich, direkt an der Grenze zu Belgien und den Niederlanden gelegen, aus dem Aachener Speiselokal Scotch-Club. Als dieses nicht mehr gut lief, versuchte es der Besitzer 1959 mit einer sogenannten Jockey-Tanz-Bar, in der Klaus Quirini („DJ Heinrich“) als nach eigenen Angaben erster deutscher Discjockey Schallplatten nach dem Muster von Sendungen bei Radio Luxemburg auflegen sollte.
In die USA gelangte die Disco dank einem französischen Einwanderer, der 1960 Le Club in New York City eröffnete. Als in den 1970er Jahren die Discowelle um die Welt ging, gab es in Aachen bereits 42 Diskotheken. Der Begriff Diskothek setzte sich im deutschsprachigen Raum als Bezeichnung für eine Musik- und Tanzeinrichtung mit moderierendem Disc-Jockey nur langsam durch. Mitte der 1960er Jahre hatte der Duden das Wort Diskothek in sein Vokabular aufgenommen. Deutschlands erste Großraumdiskothek entstand 1967 mit dem international bekannten Club Blow Up in München, der erstmals eine aufwändige Lichtshow mit hunderten Scheinwerfern aufwies, die auf den Rhythmus der Musik reagierten.

### Der DJ wird mehr als der Plattenansager

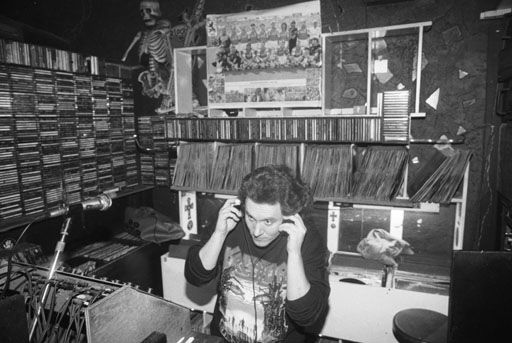
DJ beim Vorhören über Kopfhörer in einer Diskothek der Metal-Szene (1994)

Mitte der 1960er begannen die ersten DJs, sich von der Funktion des reinen Plattenauflegers zu emanzipieren. Hatten sie bis dahin ein Stück nach dem anderen aufgelegt und zwischendurch moderiert, war es insbesondere Terry Noel, der 1965 im Arthur in New York City auflegte, der begann, das musikalische Repertoire des DJs zu erweitern und selbst neue Musik zu schaffen. Noel begann, persönlich die Kontrolle über die Lichtanlage zu übernehmen, baute ein Soundsystem auf, das ihm erlaubte, einen Sound quer durch den Raum wandern zu lassen und begann, sich bis dato unbekannte Freiheiten im Mixen von Stücken zu erlauben. Er legte mehrere Stücke übereinander, um neue Sounds zu kreieren und aus Schallplatten eine Musik zu erzeugen, die so nicht auf einer Schallplatte aufzufinden war.
Grundsätzlich aber waren diese frühen amerikanischen Discos wie auch Studio 54 und Xenon vor allem In-Plätze, in denen es weniger um Musik, sondern mehr um die anwesenden Leute ging. Disco als Musikstil und teilweise als Kunstform entwickelte sich in Underground-Clubs. Noel wechselte 1969 ins neueröffnete Salvation (später Sanctuary) an der West 43rd Street in Manhattan. Das Salvation legte mehr Wert auf Musik, war als erste Disco deutlich auf sein schwules Publikum ausgelegt und von diesem geprägt und hatte mit dem in Brooklyn geborenen Italo-Amerikaner Francis Grosso den ersten echten Star-DJ an den Mischpults.

### Disco wird zum Musikstil
Anfang der 1970er Jahre entwickelte sich die Disco-Music. Zu Beginn der 1970er dominierten Soul und Funk die Tanzflächen in den US-amerikanischen Städten. Ab 1973 gingen die frei improvisierenden Beat-Tänzer in den Discos wieder zur Tanzhaltung über, woraus der Discofox entstand. Um dieselbe Zeit begannen große Plattenfirmen die Szene zu entdecken und Disco-Musik zu pushen, um ihre zurückgehenden Verkäufe zu kompensieren. Die Disco-Szene erhielt deutlich mehr Geld und verbreitete sich auch in die Provinz.
Große Diskotheken wiesen eine immer aufwändigere Technik auf. Licht- und Lasershows wurden in großen Diskotheken zu Standardelementen. Berühmt waren in den 1970er Jahren Discos wie Studio 54 in New York oder Ende der 1980er Jahre der Club Fac 51 Haçienda in Manchester. In den 1980er Jahren hatten die deutschen Diskotheken Spitzenwerte von insgesamt 100 Millionen Besuchern jährlich. 2010 waren es rund 85 Millionen.

### Alternative Diskotheken
Anfang der 1970er Jahre entstanden in der Bundesrepublik Deutschland Diskotheken zum Teil nach englischem Vorbild, die sich als Alternative zu vorwiegend kommerziellen Diskotheken verstanden. Ihr musikalisches Programm widmete sich vor allem der Blues-, Rock-, Soul- und Progressivrockmusik und manche Diskotheken verwendeten sogenannte psychedelische Lightshows, um eine besondere Stimmung bei ihren Gästen zu erzeugen.
Der Eintritt war bewusst niedrig gehalten, der Konsumzwang wenig ausgeprägt. Vor allem hatte aber jeder ab dem gesetzlich vorgeschriebenen Mindestalter Zugang. Es gab keine Kleidungs- oder Gesichtskontrolle. 2007 widmete das Schlossmuseum Jever den alternativen Diskotheken und Tanzschuppen aus dem Weser-Ems-Gebiet eine Ausstellung unter dem Titel Break on through to the other side.

### Raves, Techno und Clubkultur
In den späten 1980ern entwickelten sich in Nordengland Raves, ein- oder mehrtägige Veranstaltungen an speziellen Orten, die dem ekstatischen Tanz zu elektronischer Musik dienten. Ursprünglich als antikommerzielle Gegenbewegung zum Thatcherismus der 1980er Jahre in Großbritannien entstanden, entwickelten sich auch in dieser Szene bald kommerzielle und marktförmige Strukturen. Entstanden aus der Acid-House-Szene setzten sich Verhaltensweisen und Gebräuche, die sich auf den Raves entwickelt hatten, auch bald in vielen stationären und dauerhaften Diskos durch. Dazu gehörten die starke und ausschließliche Fokussierung auf elektronische Musik mit keinem oder minimalem Gesang und mehrtägige durchgehende Veranstaltungen. Alkohol wurde im Vergleich zu anderen Nachtclubs wenig konsumiert, Drogen wie MDMA (unter dem Namen Ecstasy) lösten die bisherigen Partydrogen wie Cannabis und Kokain teilweise ab.

### Aktuelle Lage
Zwischen 2013 und 2023 wurden zwei Drittel der deutschen Diskotheken geschlossen. Gab es 2011 in Deutschland noch 2300 Diskotheken, waren es 2021 im Zusammenhang mit der COVID-19-Pandemie nur noch 860, ohne dass es Anzeichen gibt, dass sich der Bestand bis 2023 wieder erholt hätte. Dieser Trend wird auch auf die Möglichkeiten, sich über das Internet kennenzulernen, zurückgeführt.

## Geschehen und Programm

### DJ und Musik

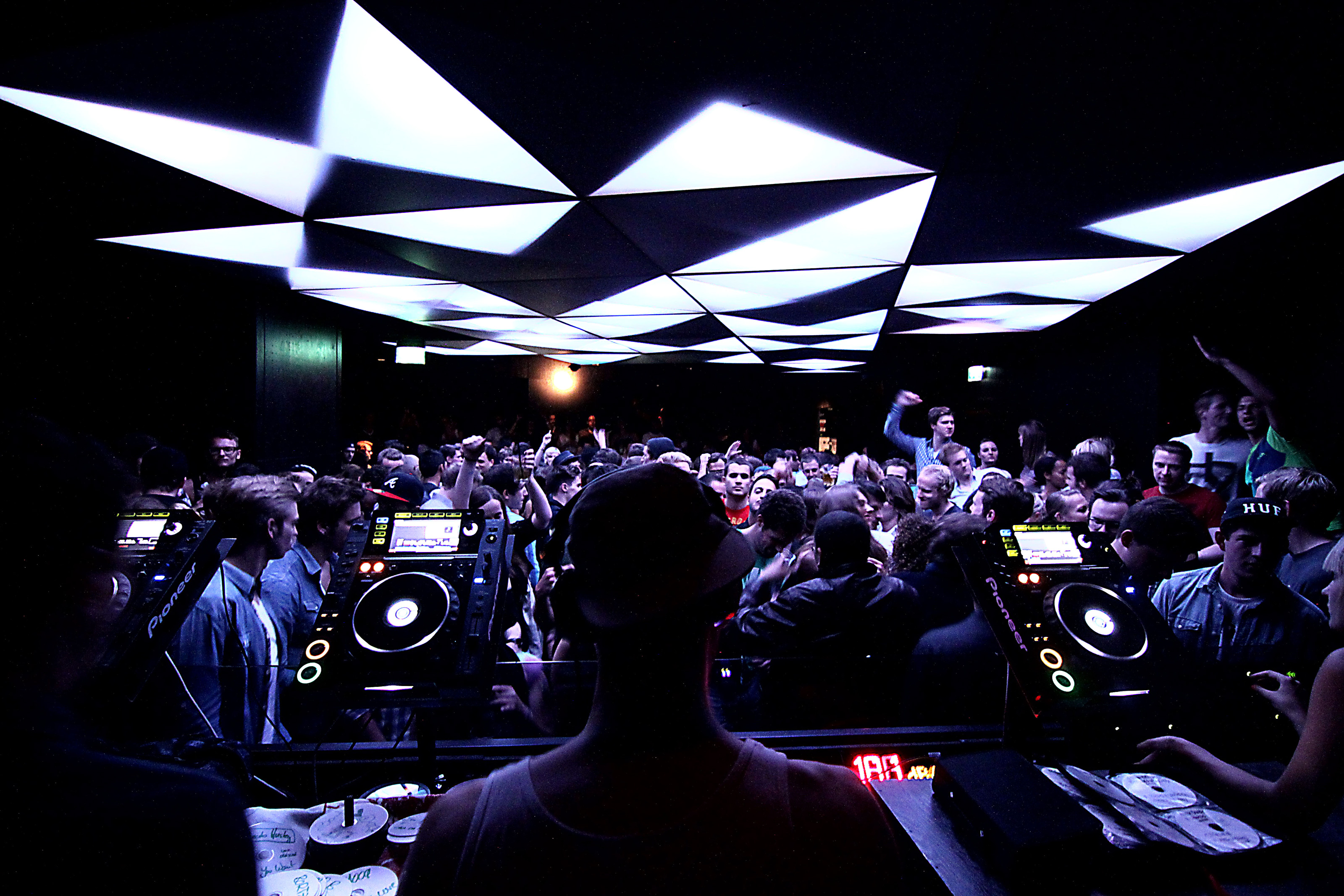
DJ und Tanzende in einem Techno-Club der 2010er Jahre in München

In den letzten Jahren wurde in vielen Diskotheken die Verantwortung für den Tonträgerbestand auf den oft auf Honorarbasis arbeitenden selbstständigen DJ übertragen. Häufig sind sie die Eigentümer der Tonträger und nehmen sie nach Betriebsschluss mit nach Hause.
Im Rahmen der Musikrichtungen House/Techno und Hip-Hop hat sich das Setting von Diskotheken bzw. Clubs verändert. Hier legt der DJ nicht mehr nur einfach die Platten auf, sondern mischt sie miteinander, schafft also durch Überlagerung von Stücken und durch Manipulation der Geschwindigkeit (Pitchbending) sowie durch Scratching neue Klang-Collagen. Im Hip-Hop-Bereich wird diese Musik vom Sprechgesang (Rap) der MCs überlagert, im Technobereich mutiert der DJ nicht selten zum Star, der die Stücke so ineinander mischt, dass keine Pause bleibt, sondern die verschiedenen Stücke die ganze Nacht hindurch zu einem Stück verschmelzen. Moderationen zwischendrin, also etwa Ansagen der nächsten Musikstücke durch den DJ, sind dabei tabu. In manchen Musikrichtungen gehören dagegen Live-Ansagen bis hin zu einer Art von Sprechgesang durch einen neben dem DJ stehenden Ansager (ähnlich dem MC beim Hip-Hop) dazu, etwa in Teilen der jamaikanischen Musik – der zweite Mann wird dabei als Singjay, der Vorgang als Toasting bezeichnet. Auch im Drum and Bass sind solche Begleitsprecher teils auf Liveveranstaltungen anzutreffen.
In „angesagten“ Diskotheken ist die Erfüllung von Musikwünschen oftmals nicht möglich. Teilweise ist es aber möglich, einen Musikwunsch auf der Website des Clubs im Internet abzugeben. Zumeist ist jedoch die Größe der Disco ausschlaggebend: Besonders in kleinen Discos, in denen der DJ viele Gäste persönlich kennt, lässt er sich dazu hinreißen, einzelne Wünsche zu erfüllen, sofern er den Titel vorrätig hat. In größeren Discos wird oft auch eine bauliche Abtrennung zwischen DJ und Tanzenden vorgenommen, etwa durch hohe Bühnen.

### Tanzen

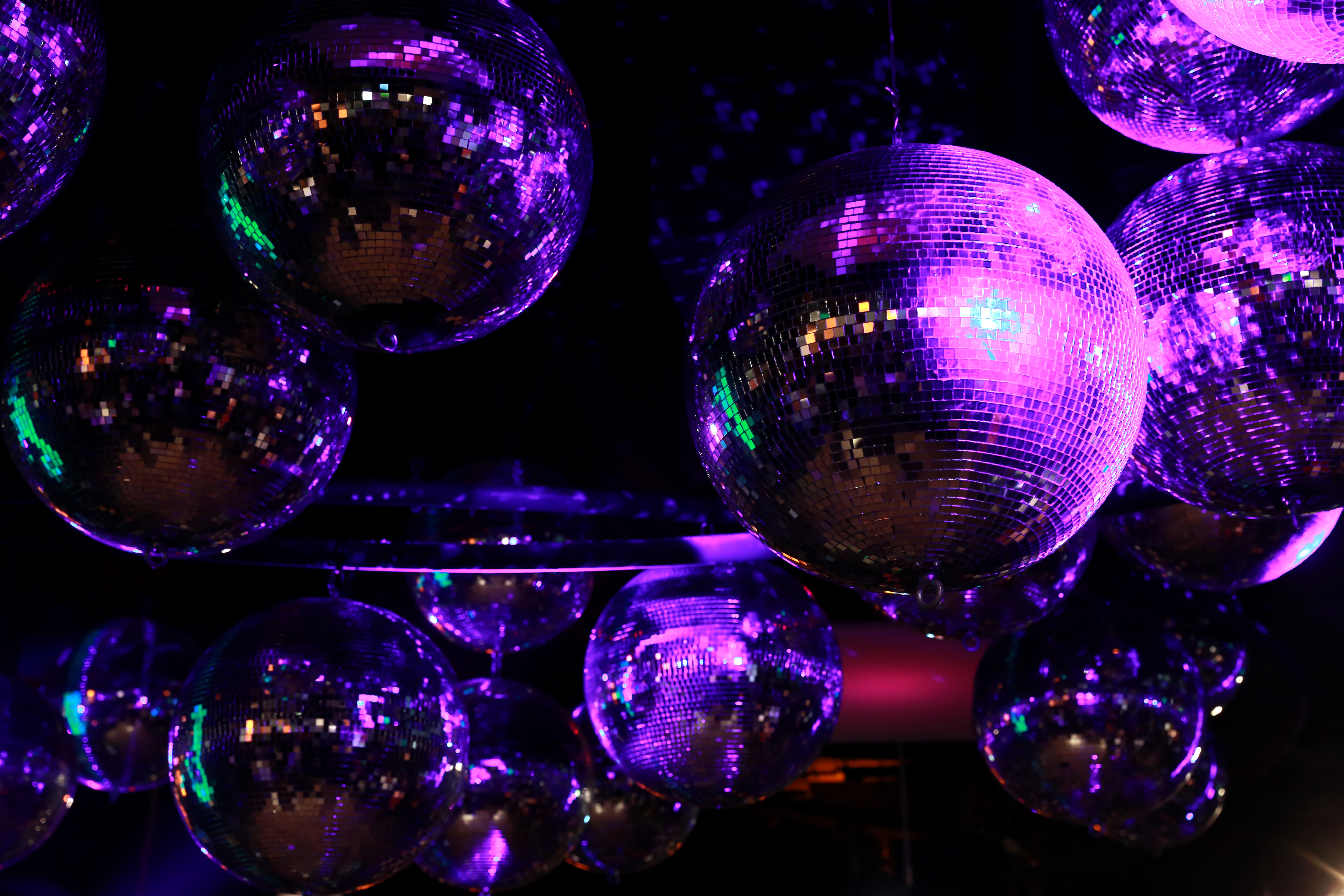
Spiegel- bzw. Disko-Kugeln

Tanzen ist die wichtigste Form, um Musik in einer Disco zu erfahren und für die meisten Discogänger ihre Hauptbeschäftigung dort. War Tanzen zu Beginn der Diskozeit noch auf den Paartanz beschränkt, entwickelten sich in der Disko schnell Tanzstile, die allein oder in Gruppen getanzt wurden. Erster dieser Tänze war der Twist, dieser und folgende erlaubten den Anwesenden sich aus der Paarbindung zu lösen und werden so auch als emanzipativ für Frauen und später Homosexuelle interpretiert.
Die heute praktisch immer allein in der Menge tanzenden Discogänger können dabei aus einem breiten Repertoire an Aktionen in und mit dem Raum wählen: Sie können sich zentral und auffallend bewegen oder eher zurückgezogen am Rande der Menge oder im Schatten. Sie können sich expressiv und weiträumig verhalten oder sich sparsam bewegen, so dass das Tanzen zu einem Großteil im Kopf stattfindet, trainierte und geübte Bewegungsabläufe verwenden oder sich der Musik ausliefern und zumindest teilweise die bewusste Kontrolle über den eigenen Körper verlieren. Auch innerhalb der tanzenden Gruppen kann es dabei zu verschiedenen Verhaltensweisen kommen, die Bewegungen zwischen starker gleichartiger Interaktion, gegenseitigem lässigen Ignorieren oder das Gruppieren um einige zentrale Tänzer kommen. Discobetreiber selbst können verschiedene Situationen schaffen, indem sie beispielsweise die Tanzfläche mit spärlicher Beleuchtung und Kunstnebel verhüllen, oder indem sie mittels Podesten die optischen Elemente besonders betonen.

### Drogen
In der Zeit der Hippie-Bewegung in den späten 1960er Jahren dominierte in deutschen Diskotheken ebenso wie in anderen Lokalen des Nachtlebens zunächst der Konsum von Cannabis, auf das schnell Drogen wie LSD, Opium und Heroin folgten. Erzählungen und Erfahrungsberichte aus den 1970er Jahren weisen oft auf Kokain als Droge der Wahl in dieser Zeit hin. Mit dem Aufkommen der Rave- und Technoszene nahm gleichzeitig der Konsum illegaler Substanzen zu, die im englischsprachigen Raum auch als „Club Drugs“ oder „Dance Drugs“ bekannt sind. Obwohl keineswegs alle Diskobesucher Drogen konsumieren, haben Auswertungen der britischen Kriminalstatistik gezeigt, dass Jugendliche, die regelmäßig Diskos aufsuchen, mit doppelt so hoher Wahrscheinlichkeit Drogen genommen haben wie ihre diskoabstinenten Altersgenossen. Noch deutlichere Zahlen zeigten sich in Bezug auf Kokain und Ecstasy.
Unter den Drogen, die sich in den 2000ern als populär erwiesen, gibt es Substanzen, die direkt mit der Clubkultur im Zusammenhang stehen (Ecstasy, Ketamin), welche, die eine Renaissance erlebten (LSD) oder ihre schon vorhandene Popularität auf die Clubkultur ausdehnen konnten (Amphetamin). Während mit dem Aufkommen der Rave- und Technokultur oft nur einzelne Substanzen genommen wurden, zeigt sich in den Jahren seitdem eine zunehmende Vermischung. Oft werden mehrere illegale Drogen kombiniert; auch in vergleichsweise alkoholkritischen Szenen wie der Technokultur wurde Alkohol wieder mehr konsumiert, indem er mit anderen Drogen kombiniert wird. Drogen wie Speed oder Kokain werden dabei oft mit Alkohol kombiniert, um die Wirkung starken Alkoholkonsums zu mindern und fit zu bleiben. Ähnliches erreichen Diskobesucher, wenn auch auf kleinerem Level, wenn sie Alkohol und Energy Drinks konsumieren.
Durch die Nichtraucherschutzgesetze in Deutschland hat sich ein Teil des Drogenkonsums inzwischen auf die Straße bzw. auf das Umfeld der Diskotheken verlagert. Einige Diskotheken bieten aber Raucherbereiche an.

## Räumlichkeiten
Bei Diskos handelt es sich für gewöhnlich um geschlossene Räume, dabei kann es sich um Keller, Lofts, umgebaute Wohnhäuser, Lager- und Fabrikhallen oder speziell errichtete Zweckbauten handeln. In Deutschland wird oft eine Diskothek als Veranstaltung mit dem jeweils genutzten Raum gleichgesetzt. In der Statistik werden Bars, Diskotheken sowie Tanz- und Vergnügungslokale daher zusammenfassend betrachtet. Ob und wie häufig diese Räume tatsächlich zum Tanzen genutzt werden, geht daraus nicht hervor. Der Fachverband Dehoga schätzte für das Jahr 2016 die Discotheken, Tanz- und Vergnügungslokale auf rund 2000.

### Diskotheken und Clubs
Vielfach sprechen Betreiber und Gäste auch von einem „Club“ statt von einer Diskothek. Das ist zum Beispiel im Bereich der Technoszene der Fall, hier ist von Techno-Clubs die Rede – analog zum Begriff des Jazzclub. Tanzlokale, die aus DDR-Jugendklubs hervorgegangen sind, werden ebenfalls oft als Clubs bezeichnet. Auch Tanzlokale, die sich einer Minderheitenkultur oder einem künstlerischen Anspruch verpflichtet fühlen bzw. beanspruchen, einem nicht-kommerziellen Underground anzugehören, bezeichnen sich ebenfalls oft nicht als Diskothek. Auch hinsichtlich des Betriebskonzeptes mit strengen Einlasskontrollen ähneln einige Diskotheken mehr einem Club. Wegen der damit verbundenen Diskriminierung kam es vereinzelt zu juristischen Auseinandersetzungen.

### Fester Veranstaltungsort

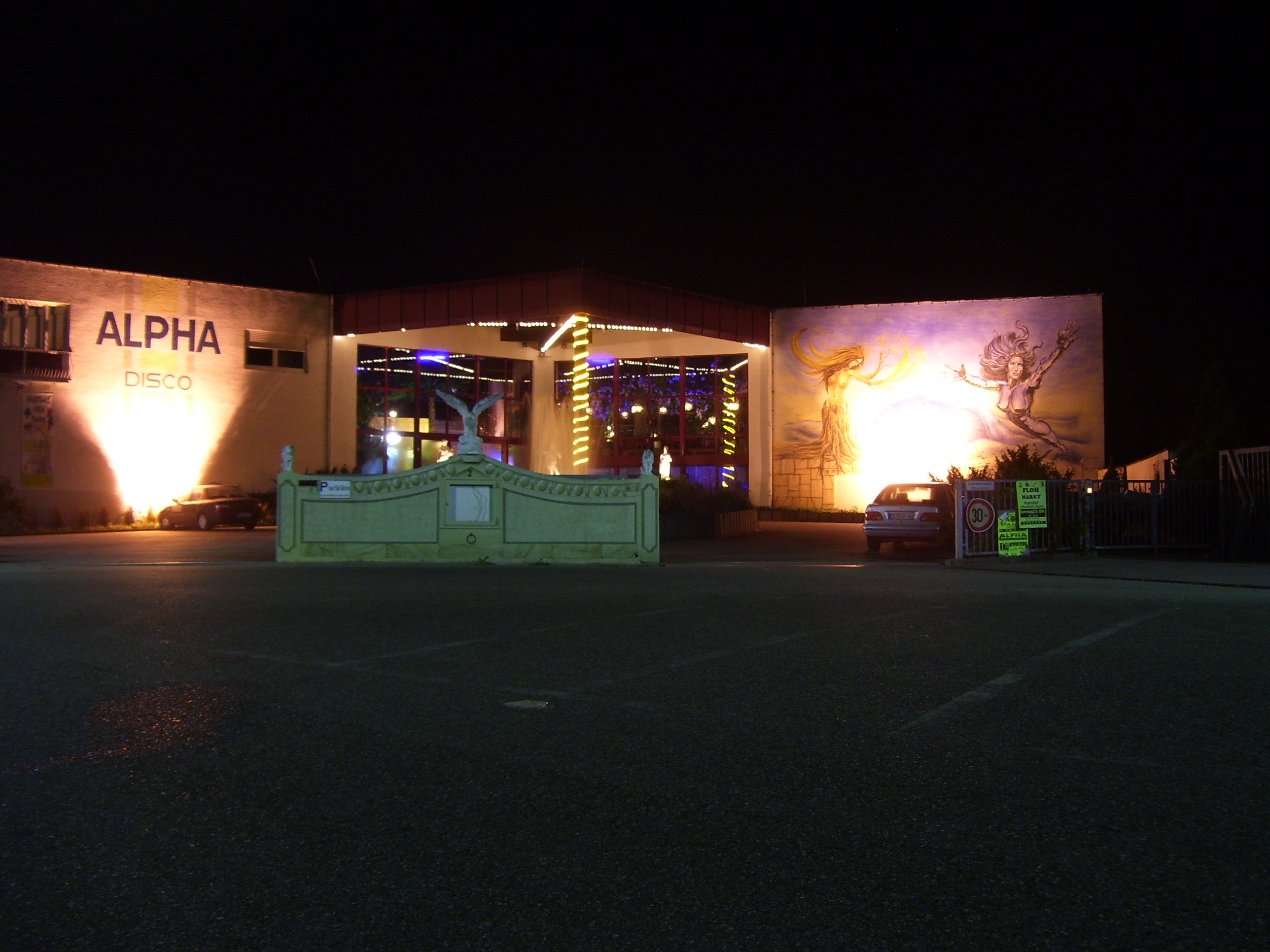
Außenansicht einer Großraumdiskothek (1000 m²) in Kandel

Großraumdiskotheken entstanden zunächst in Gewerbegebieten an Stadträndern und im ländlichen Raum. Sie bestehen häufig aus mehreren voneinander getrennten einzelnen Tanzebenen (engl. Floors), die dem Besucher nach Zahlung des Eintrittsentgeltes offenstehen. Viele Großraumdiskotheken verfügen über separate Ruheräume (engl. Lounges oder Chill-out-zones) und oft auch über eine eigene Speisegastronomie. Manche verfügen auch über eine Sommerterrasse oder haben andere architektonische Besonderheiten wie beispielsweise ein aufklappbares Dach.
Viele Großraumdiskotheken folgen mit ihrer Innenausstattung je nach Zielgruppe oft einem bestimmten Stil und verfügen über eine aufwändige Haustechnik für die Beleuchtung und Beschallung. Insbesondere im größten Floor, der zugleich als Tanzfläche vorgesehen ist, wird oft mit besonderen Lichteffekten (z. B. Laserlightshow) gearbeitet. Bei manchen Großraumdiskotheken ist auch die Fassade des Gebäudes aufwändig hergerichtet.
Im Regelfall wird in unterschiedlichen Diskotheken jeweils schwerpunktmäßig eine bestimmte Musikrichtung gespielt, um ein Stammpublikum an das Lokal zu binden. Im Rahmen von zuvor durch Aushang oder Flyer angekündigten Sonderprogrammen wird aber gelegentlich von diesem Prinzip abgewichen und vorübergehend ein anderer musikalischer Schwerpunkt gesetzt („Techno-Nacht“, „Black-Music-Night“).

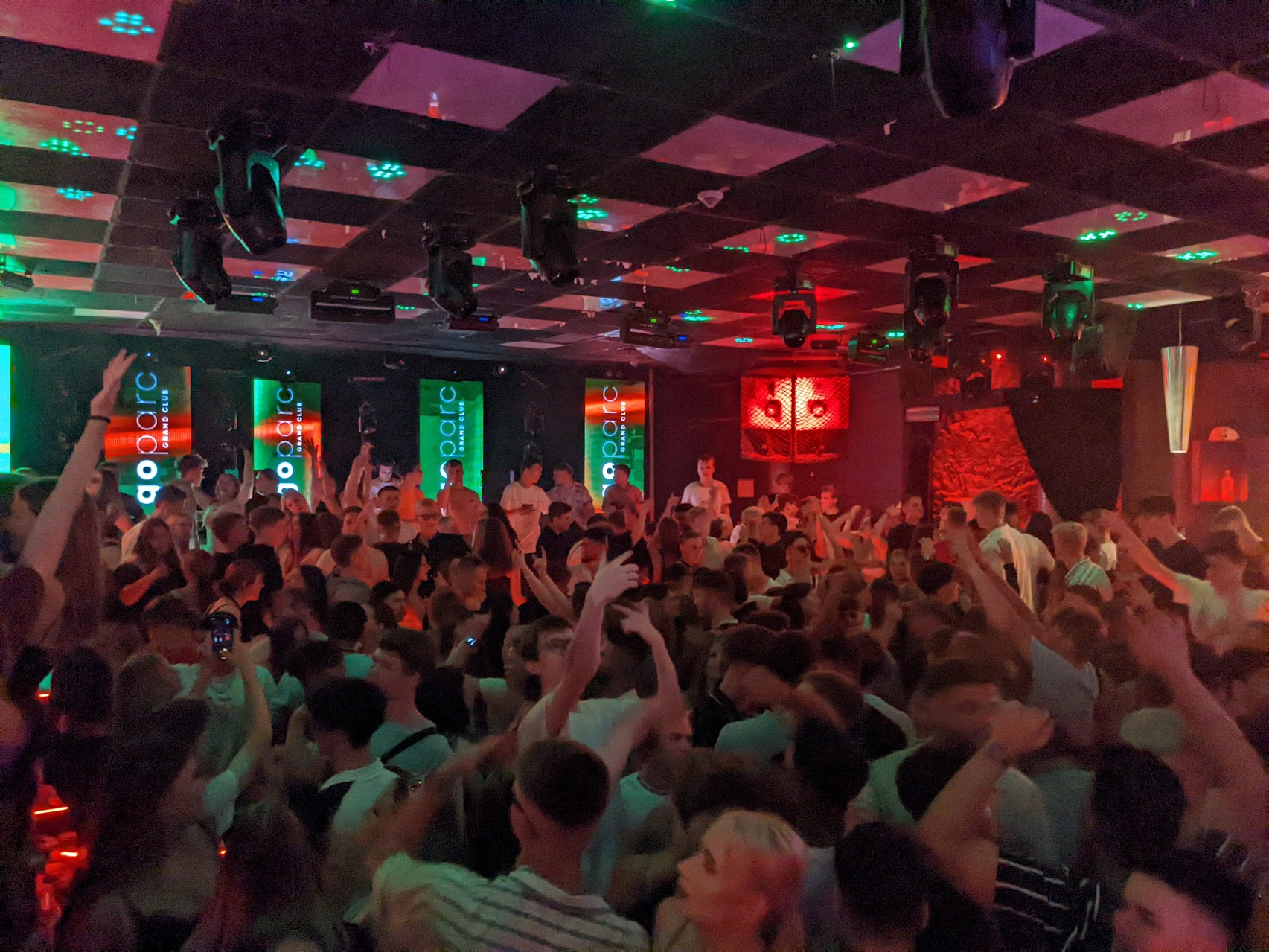
Innenansicht einer Großraumdiskothek in Herford

Vor allem in größeren Städten konkurrieren oft mehrere Clubs miteinander, die sich in ihren Zielgruppen unterscheiden. Das wird vor allem an Unterschieden in den jeweils vorherrschenden Musikrichtungen sowie der Preispolitik einer Diskothek deutlich. So gibt es Tanzlokale, die durch Musikauswahl und Ausstattung gezielt ein älteres Publikum ansprechen, etwa die Gruppe der Über-Dreißigjährigen. In einigen Ballungszentren hat sich eine Clubszene entwickelt, die eine Vielfalt von musikalischen Geschmacksrichtungen und Szenekulturen anspricht. Hier gibt es neben großen Diskotheken meist eine Fülle kleiner Clubs mit eigenständigem Profil, die in die Kultur einer kleinen Szene integriert sind und für sie nicht selten eine identitätsstiftende Bedeutung haben.
In Großstädten finden sich darüber hinaus sogenannte „Szene-“ oder „Edeldiskotheken“, die sich durch die strenge Auswahl ihrer Gäste auszeichnen und dafür bekannt sind, regelmäßig auch von Prominenten aufgesucht zu werden. Für diese besonderen Gäste steht üblicherweise eine „VIP-Lounge“ zur Verfügung, zu der nur ein kleiner Kreis von Gästen Zutritt hat.
In Kleinstädten und im ländlichen Raum gibt es kleinere Tanzlokale, die am Ort vielfach konkurrenzlos sind und zumeist von der lokalen Jugend aufgesucht werden. Diese Diskotheken werden gelegentlich als „Bauerndiscos“ verspottet. Der Übergang zwischen diesen Diskotheken zu den Großraumdiskotheken ist fließend.
Die Vielfalt der Diskotheken ist schwer zu erfassen. In ländlichen Gebieten dominieren meist einige wenige Großraumdiskos. Die Betreiber versuchen meist, möglichst viele Musikgeschmäcker zu erreichen, zugleich aber in der Bandbreite des massenkompatiblen Mainstream zu bleiben. Auf dem Land sind Diskotheken nicht selten die einzigen Institutionen des Nachtlebens, so dass sie zugleich Orte der Entspannung, der Unterhaltung und der Kontaktaufnahme, insbesondere des Flirtens sind.
Auf dem Land sind Großraumdiskos in der Regel nur per Auto zu erreichen, da der öffentliche Nahverkehr (mit Ausnahme der Discobusse in einigen Kommunen) meist lediglich tagsüber im Einsatz ist. Großraumdiskotheken stellen daher in der Regel große Parkplätze zur Verfügung. Liebhaber von selteneren Musikrichtungen (z. B. Gothic oder Psychobilly), finden auf dem Land keine Möglichkeit, ihre Vorlieben zu realisieren und nehmen deshalb oft lange Wege zur nächsten Metropole auf sich.
In Deutschland sind die meisten Diskotheken rechtlich gesehen Schankwirtschaften, also Gaststätten. Die meisten Diskotheken sind Einzelbetriebe. Wenn mehrere Diskotheken dem gleichen Betreiber gehören, tragen sie meist ähnliche Namen, sind ähnlich gestaltet und offerieren ein ähnliches Musikprogramm. Daneben gibt es auch große Diskothekenketten.
Neben den Betreibern aus der Gastronomiebranche, die sich vom Betrieb der Diskothek einen finanziellen Gewinn versprechen, gibt es vereinzelt auch gemeinnützige Träger wie Kirchengemeinden oder öffentliche Jugendzentren, die einen Bereich ihrer Räumlichkeiten für die gelegentliche oder regelmäßige Durchführung von Tanzpartys hergerichtet haben und diesen als „Disco“ bezeichnen. Die technische Ausstattung dieser Diskotheken ist meist nicht mit professionell betriebenen Tanzlokalen vergleichbar.
Außerdem unterscheiden sie sich oft dadurch, dass kein oder nur ein geringes Eintrittsentgelt erhoben wird, ein striktes Alkohol- und Nikotinverbot herrscht oder die Tanzveranstaltungen unter der Aufsicht von Pädagogen, Sozialarbeitern oder anderen volljährigen Helfern durchgeführt werden und bereits am frühen Abend enden. Da unter diesen Voraussetzungen auch Minderjährige Zutritt haben, wird diese Art von Diskotheken manchmal auch als „Kinderdisco“ bezeichnet.

### Wechselnder Veranstaltungsort
Eine weitere Kategorie sind Wanderdiskotheken. Sie nutzen, ähnlich wie von Jugendzentren und gemeinnützigen Trägern veranstaltete Diskotheken, angemietete Räumlichkeiten, Festzelte oder Veranstaltungsgelände im Freien und bauen nach jeder Veranstaltung ihre Gerätschaften ab. Im Unterschied zu Ersteren sind sie aber kommerziell orientiert. Wanderdiskotheken sind vor allem in ländlichen Gebieten verbreitet. Aufgrund behördlicher Auflagen müssen solche Diskotheken früher schließen als die in festen Gebäuden.

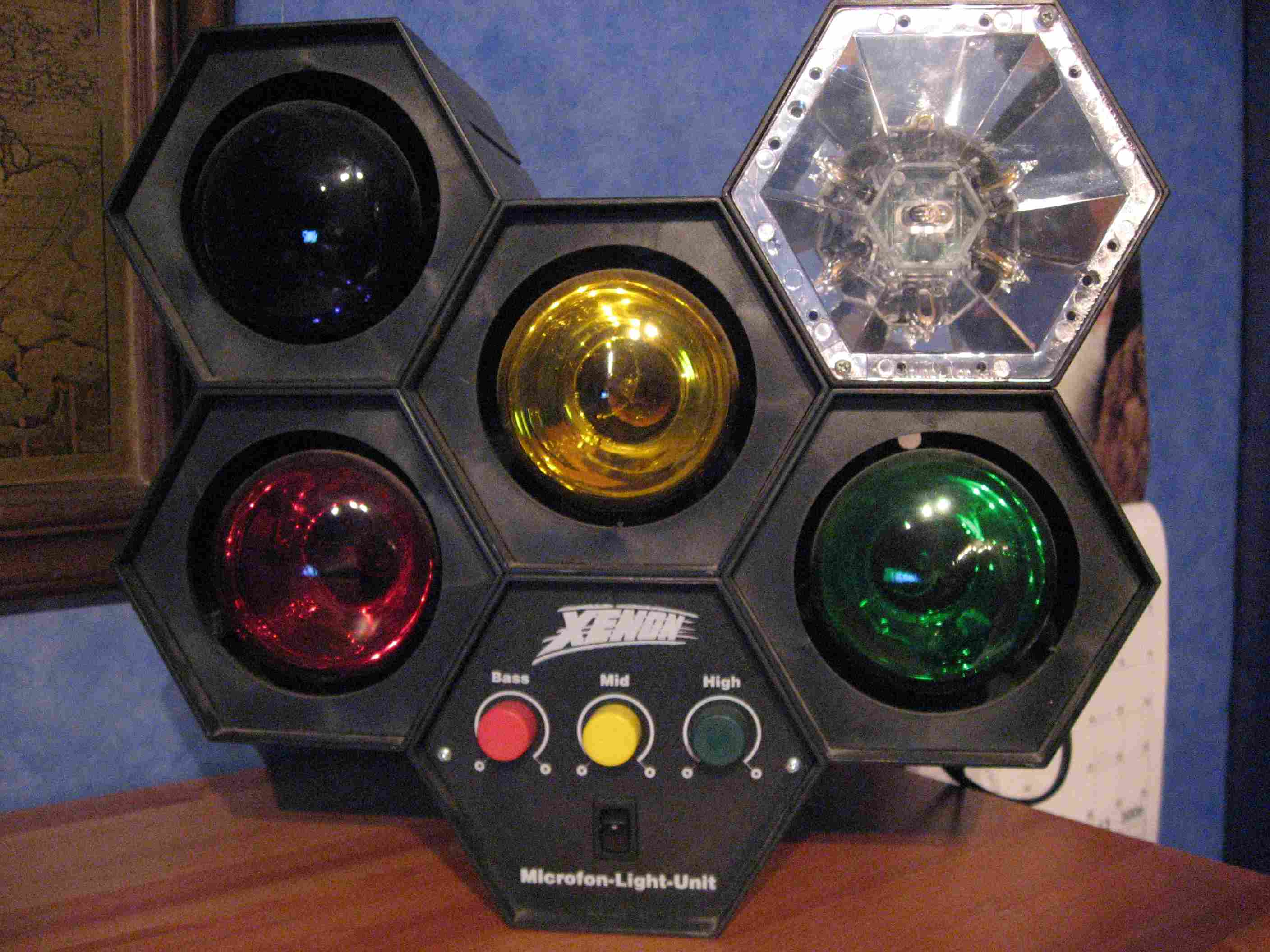
Lichtorgel mit Blitzlicht

Unter einer mobilen Diskothek versteht man einzelne DJs oder Verleihfirmen, die das Licht- und Tonequipment am (variablen) Veranstaltungsort aufbauen und dort für einen begrenzten Zeitraum auflegen.
Es gibt Mobildiscos, die auf Fahrzeugen montiert sind, andere werden in Veranstaltungsräumen aufgebaut (Hotels, Gaststätten, Privaträume) oder in Zelten. Mobildiskotheken stehen heute aufgrund des umfassenden Musik-Repertoires und der Möglichkeit, die Lautstärke dynamisch anzupassen, in Konkurrenz zur Band, zur Musikgruppe oder zum Alleinunterhalter.

### Technik
Diskotheken sind in ihrer Innengestaltung meist so ausgelegt, dass sowohl akustische wie visuelle Wahrnehmung sich stark von der Außenwelt unterscheiden. Die visuelle Wahrnehmung wird hierbei stark eingeschränkt, während die akustische Wahrnehmung weit mehr in den Mittelpunkt rückt.

#### Akustik
Die Beschallung in Diskotheken erfolgt in der Regel durch Beschallungsanlagen bestehend aus leistungsstarken Verstärkern und Lautsprechern. Die Anlagen erreichen dabei oft Lautstärken, bei denen sich die akustische Wahrnehmung in eine physische Wahrnehmung, insbesondere der Bässe, auflöst.
Dabei können sehr hohe Schalldruckpegel von über 100 dB erreicht werden, bei denen eine Schädigung des Gehörs möglich ist. Insbesondere eine regelmäßige Beschallung mit sehr hohen Lautstärken hat eine vom Betroffenen zuerst unbemerkte Schallempfindungs-Schwerhörigkeit zur Folge. Auch bei kurzzeitiger Einwirkung von hohen Schalldruckpegeln kann es zu einem Schalltrauma mit vorübergehender oder bleibender Beeinträchtigung des Hörvermögens kommen. Discobesucher berichten oft von Ohrgeräuschen (Tinnitus) nach einem Discobesuch.

#### Visuelle Wahrnehmung

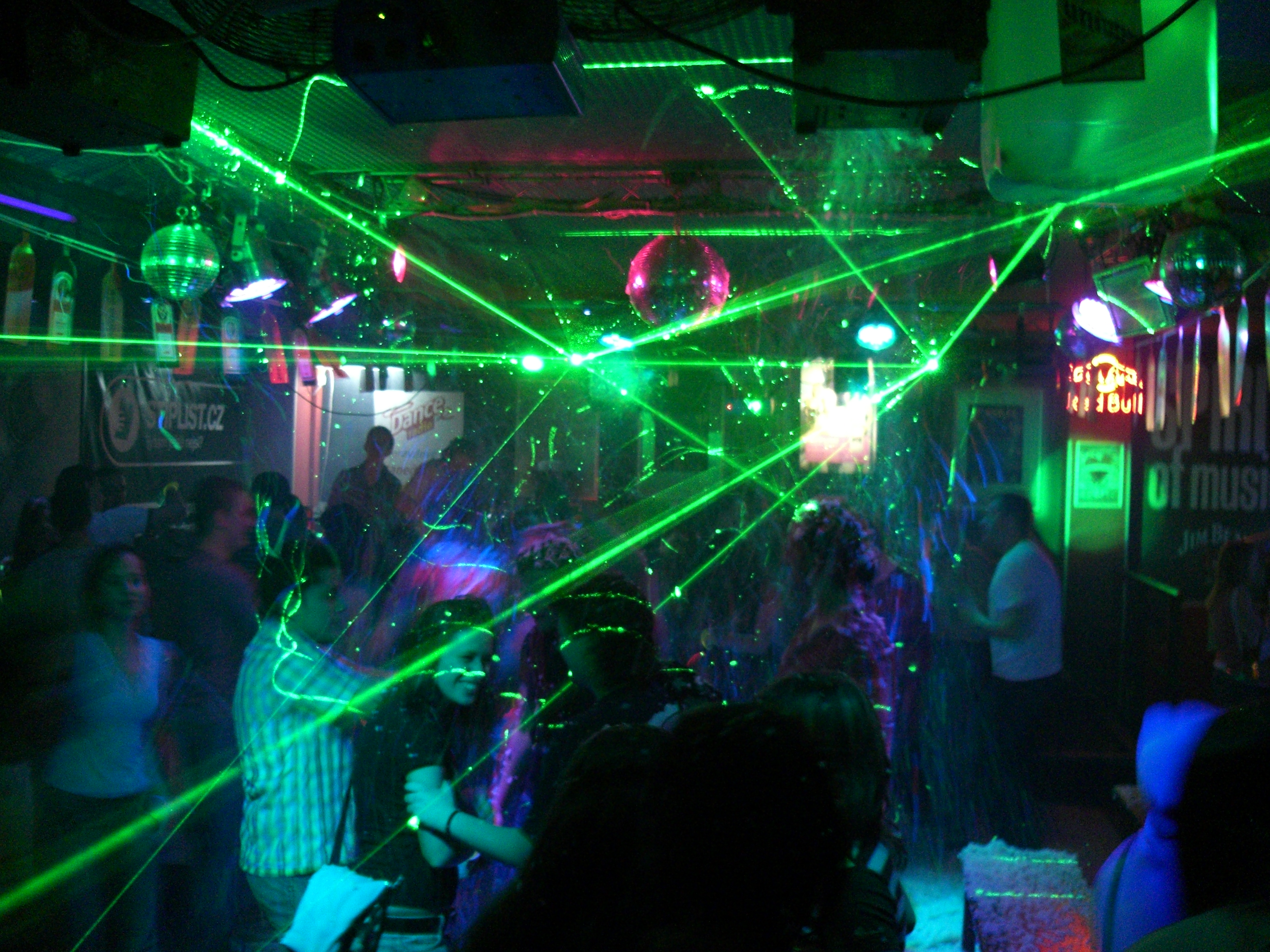
Lasershow

Generell sind Diskos in den Innenräumen vergleichsweise dunkel, um die visuelle Wahrnehmung und Orientierung weniger stark zu gewichten. Oft wird dieses durch verschiedene Spezialeffekte verstärkt. Von den Klassikern der einfachen Lichtorgel und Spiegelkugeln bis zu aufwändigen Großanlagen mit Lasereinsatz, Pyrotechnik und anderen Spezialeffekten kann alles angetroffen werden.
Standard ist heute im Allgemeinen eine Kombination aus PAR-Scheinwerfern („konventionelles Licht“), „Scannern“, „Moving Heads“ und Stroboskopen. Unterstützt werden deren Effekte durch den Einsatz von Nebel aus Nebelmaschinen und Hazern, der den Strahlenverlauf sichtbar macht und als eigenständiger Effekt dient. Schwarzlicht ist ebenfalls ein beliebter Lichteffekt, da es die Kleidung der Tanzenden sowie Dekoration scheinbar zum Leuchten bringt. Aufwändigere Installationen umfassen größere Anzahlen der vorgenannten Geräte mit teilweise sehr aufwändiger Steuerung, verfahrbare Dekorationen und Tanzböden, Lasershows und Pyrotechnik. Immer beliebter wird auch der Einsatz von Konfettiwerfern, Schaumpartys und ähnlicher Effekte.

## Umgebung

### An- und Abfahrt
In Deutschland benutzten Anfang des Jahrtausends über zwei Drittel der Diskobesucher einen PKW zur Anfahrt. Autofahrten zu Diskotheken können insbesondere in ländlichen Gebieten bis zu 200 Kilometer für eine Strecke ausmachen. Im Vergleich zur Zahl der Diskobesucher, aber auch der jungen Führerscheininhaber sind Männer als Fahrer stark überrepräsentiert. Ebenso wie die Fahrten selbst schon soziale Erlebnisse sind: Die Zahl der Mitfahrer bei Fahrten von und zur Disko liegt deutlich über den normalen Verhältnissen im Straßenverkehr.
In Großstädten hingegen ist oftmals eine An- und Abfahrt mit öffentlichen Verkehrsmitteln möglich, häufig sind die nächtlichen Linienführungen sogar auf Stadtgebiete mit (vielen) Diskotheken ausgerichtet. In einigen Städten und deren Umgebung gab es in den 1990er und 2000er Jahren spezielle Disco-Buslinien, die nach § 43 (PBefG) durch die Verkehrsunternehmen, z. T. durch die Kommunen finanziell unterstützt, durchgeführt wurden (z. B. Hamburg). Darüber hinaus sind manche Diskotheken in Großstädten auch in der fußläufigen Distanz erreichbar oder noch nah genug gelegen, dass eine Taxifahrt dorthin, insbesondere für mehrere Personen, vergleichsweise günstig ist.
Sogenannte „Disco-Unfälle“ sind Straßenverkehrsunfälle, die sich meist in den frühen Morgenstunden auf dem Rückweg von der Diskothek ereignen. Eine Untersuchung von 1989 der deutschen Bundesanstalt für Straßenwesen untersuchte 216 Diskounfälle, die 64 Tote und 484 Schwerverletzte zur Folge hatten. Die untersuchten Unfälle ereigneten sich fast ausschließlich an den Wochenendnächten zwischen 23 und 4 Uhr morgens. Häufigste Ursache war überhöhte Geschwindigkeit, gefolgt von oft starkem Alkoholkonsum. Alkohol verstärkt dabei das Risikoverhalten, das insbesondere männliche jugendliche Fahranfänger generell zu einer besonders unfallträchtigen Fahrergruppe macht.
Eine deutsche Studie von 2002 fand dabei heraus, dass über ein Drittel der männlichen Diskobesucher Alkohol trank, obwohl sie später mit dem Auto die Disko verlassen mussten und noch über zehn Prozent der Frauen. Die Männer, die die Mehrzahl der Fahrer stellen, trinken dabei im Schnitt auch deutlich mehr als die Frauen. Andere Drogen, insbesondere Cannabis, nehmen noch knapp 10 Prozent der männlichen Autofahrer und etwa 5 Prozent der weiblichen Autofahrer zu sich.

### Einlass und Eintritt
Nicht nur „Szenediscos“ treffen bereits im Eingangsbereich eine Vorauswahl ihrer Gäste. In vielen Diskotheken entscheiden ein oder mehrere Türsteher, die für die Geschäftsleitung das Hausrecht ausüben, anhand von bestimmten Vorgaben (zum Beispiel anhand der Garderobe des potentiellen Gastes), ob ein Gast Einlass findet oder nicht. Gesetzliche Regelungen bezüglich des Einlasses in Diskotheken bestehen in Deutschland nur im Rahmen des Jugendschutzgesetzes („Muttizettel“) sowie des sogenannten „Antidiskriminierungsgesetzes“.
Prinzipiell kann dabei jeder Betreiber selbst festlegen, wer Einlass erhält und wer nicht – durch das Antidiskriminierungsgesetz werden aber Grenzen gesetzt, die auch inzwischen Gegenstand gerichtlicher Prüfung waren. So ist das Verwehren von Einlass alleine wegen eines „ausländischen Erscheinungsbildes“ nicht nur unzulässig, sondern bietet auch Anspruch auf Schadensersatz. Abgewiesen werden vor allem stark alkoholisierte Personen oder solche, die schon am Eingang durch aggressives Auftreten auffallen.
In Clubs, die Wert auf ein besonders exklusives Image legen, wird außerdem stark auf das äußere Erscheinungsbild der Besucher geachtet. Besuchswilligen, deren Kleidung als unpassend empfunden wird oder die aus sonstigen Gründen nicht zur gewünschten Zielgruppe gehören, wird der Zutritt meist ohne Begründung verwehrt. Was dabei als angemessen gilt, kann stark voneinander abweichen: Während in einer Nobeldiskothek eine locker sitzende Hose oder Turnschuhe eher unerwünscht sind, kann in einem Techno-Club ein schicker Anzug (zu Mainstream, zu extravagant) ein Hindernis darstellen. Allerdings können bei solchen Entscheidungen auch Sicherheitserwägungen eine Rolle spielen, beispielsweise wenn Eintrittswilligen mit Stöckelschuhen aufgrund der Verletzungsgefahr der Zutritt zu einem in einer alten Industrieanlage befindlichen Techno-Club verwehrt wird.
Der Besuch einer Diskothek ist im Normalfall kostenpflichtig. In vielen Diskotheken erhält der Gast nach Zahlung des Entgelts einen Stempelabdruck auf den Arm. Dieser kann gegebenenfalls auch mit Hilfe einer Spezialfarbe erfolgen, die nur unter UV-Licht sichtbar gemacht werden kann. Dieser Stempel, der am Eingang vom Türsteher kontrolliert wird, berechtigt zum wiederholten Betreten des Lokals, ohne erneuten Eintritt zahlen zu müssen. Das Stempelmotiv variiert von Club zu Club und Nacht zu Nacht, um sicherzustellen, dass jeder den geforderten Eintrittspreis entrichtet hat. Hierbei muss der Stempel nicht zwangsläufig mit dem Clubnamen oder „-motto“ in Verbindung gebracht werden können. Mitunter ist der Stempel sogar ein zweckentfremdeter Poststempel.
Eine verbreitete Alternative zu Stempeln stellen Einmalarmbänder aus Papier, Plastikfolie oder Textilien dar, welche nicht unversehrt vom Handgelenk entfernt werden können, um eine unberechtigte Weitergabe an andere Einlasswillige zu verhindern. Durch verschiedene Farben können hier weitere Informationen schnell sichtbar sein, etwa ob jemand Zugang zum VIP-Bereich hat oder minderjährig ist. In einigen Großraumdiskotheken bekommt man eine Zahlkarte, auf der der Eintritt und konsumierte Speisen und Getränke gespeichert werden. Die Zahlung erfolgt am Ausgang bei Verlassen des Lokals. Dem Vorteil der Einfachheit des Systems, etwa weil an der Bar keine Kasse, sondern nur ein Kartenscanner benötigt wird, steht der Nachteil gegenüber, dass der Besucher leicht den Überblick über seine Ausgaben verliert.

### Getränke/Speisen
In einer Diskothek können die üblichen alkoholischen und alkoholfreien Getränke gekauft werden. Häufig ist im Eintrittspreis ein Getränk enthalten. Zahlreiche größere Diskotheken verfügen auch über eine Pizzeria und gelegentlich auch über ein Speiserestaurant, welches von der Tanzfläche durch eine schalldichte Trennwand abgetrennt ist. Bei Diskotheken ohne eigene Speisegastronomie findet man manchmal unmittelbar neben dem Lokal einen Imbissstand.
In manchen großen Diskotheken werden Getränke, Garderobe und andere Dienstleistungen nicht bar am Tresen, sondern mit Hilfe von Zahlkarten bezahlt. Dies sind Chip- oder Magnetkarten, gelegentlich auch Pappkarten, die der Besucher am Eingang erhält. Sie sind häufig nur bis zu einem bestimmten Betrag verwendbar, um z. B. bei Diebstahl einer Karte die Kosten für den Bestohlenen in Grenzen zu halten. Wenn der Maximalbetrag auf einer Karte erreicht ist, kann man sich meist an der Kasse gegen Bezahlung der alten Karte eine neue holen oder man bezahlt die gesamte Karte direkt an der Theke und bekommt eine neue Karte ausgehändigt.
Beim Verlassen des Lokals zahlt der Gast seine Getränke an einer Zentralkasse. Da alle Gäste beim Verlassen des Lokals zahlen müssen, ist zum Betriebsschluss in solchen Lokalen oft mit längeren Wartezeiten zu rechnen. Bei Diskotheken mit Zahlkartenbezahlung muss der Betreiber darauf achten, dass niemand, ohne zu zahlen, das Lokal, zum Beispiel durch einen Notausgang, verlässt.

### Sonderveranstaltungen
In vielen Diskotheken werden zur Unterhaltung der Besucher regelmäßig wechselnde Sonderveranstaltungen durchgeführt. Dabei wird die Tanzfläche beispielsweise vorübergehend mit Schaum („Schaumparty“), Wasser („Fiesta del Aqua“), Popcorn („Popcornparty“), Federn („Federparty“) oder Ähnlichem bedeckt. Gelegentlich werden besondere Tanzvorführungen oder Striptease-Shows angeboten, die auch durch professionelle Go-go-Tänzer aufgeführt werden. Die Stimmung wird außerdem durch Trink- und Partyspiele angeheizt, bei denen einzelne Gäste der Diskothek durch einen Moderator mit in das Geschehen einbezogen werden. Viele dieser Spiele beinhalten das wettkampfmäßige Trinken alkoholischer Getränke oder haben eine erotische Komponente, wie beispielsweise Miss-Wahlen, bei denen die Teilnehmerinnen dazu ermutigt werden, ihre Brüste zu entblößen oder sich sogar komplett zu entkleiden, was vielen Diskotheken den Ruf einbrachte, primitive Orte des offenen Sexismus zu sein. Auch Hypnoseshows werden gelegentlich angeboten.

Üblich sind auch bestimmte Tage, an denen allgemein niedrigere Getränkepreise oder freier Eintritt gelten („50-Cent-Party“, „Ladies' Night“, „Gentlemen’s Club“).

### Werbung für Diskotheken
Bei manchen Diskotheken liegen am Ausgang Werbeaufkleber zum Mitnehmen aus. Manchmal wird auch der Name der Diskothek auf den im Lokal verwendeten Gläsern aufgedruckt. Solche Gläser sind gelegentlich begehrte Sammelobjekte. Andere Diskotheken kleben wiederum Werbung auf das Wechselgeld. Häufig werden den Gästen auch kostenlos Flyer, Schlüsselbänder, Kugelschreiber oder Ähnliches ausgehändigt, die allgemein als „GiveAways“ (englisch für ‚Werbegeschenke‘) bezeichnet werden. Teilweise erhält man auch Rabattmarken für Fast-Food-Ketten.